# 3. årtusinde
Årtusinder: 2. årtusinde – 3. årtusinde
3. årtusinde omfatter perioden fra år 2001 til år 3000, altså det 21., 22., 23., 24., 25., 26., 27., 28., 29. og 30. århundrede.